# Массне, Жюль
Жюль Эмиль Фредерик Массне́ (фр. Jules Émile Frédéric Massenet; 12 мая 1842 — 13 августа 1912) — французский композитор, получивший известность благодаря своим операм, которых насчитывается более тридцати. Чаще других ставились две оперы — «Манон» (1884) и «Вертер» (1892). Массне также писал оратории, балеты, произведения для оркестра, музыку к спектаклям, фортепианные пьесы, песни и другие музыкальные произведения.
Будучи ещё школьником, Жюль был принят в главное музыкальное учебное заведение Франции — Парижскую консерваторию. Его наставником стал Амбруаз Тома, которым молодой композитор горячо восхищался. После получения Римской премии в 1863 году, Массне много писал в разных жанрах, но именно благодаря операм он быстро приобрел известность. В период с 1867 и до конца жизни он написал более 40 сценических произведений в самых разнообразных жанрах: комические оперы, инсценировки классических мифов, романтические комедии, лирические драмы, писал оратории, кантаты и балеты. Массне прекрасно чувствовал театр, что и стало причиной его успеха у парижской публики. Несмотря на некоторые просчеты, он написал ряд успешных произведений, сделавших его ведущим оперным композитором во Франции с конца XIX в. и до начала XX в.
Как и многие видные французские композиторы того времени, Массне стал профессором Парижской консерватории. Он преподавал композицию с 1878 по 1896 год и, лишь после смерти директора Амбруаза Тома, подал в отставку. Среди его учеников были Гюстав Шарпантье, Эрнест Шоссон, Рейнальдо Хан и Габриэль Пьерне.
Ко времени смерти Массне многие критики считали его старомодным и консервативным, несмотря на то, что две из его наиболее известных опер оставались популярными во Франции и за рубежом. В середине XX века его сочинения вновь получили положительную оценку, многие из них стали инсценироваться и записываться. И хотя критики не ставят его в ряд таких выдающихся оперных гениев как Моцарт, Верди и Вагнер, оперы Массне и сейчас широко известны как образцы изысканного композиторского ремесла Прекрасной эпохи.

## Биография

### Ранние годы
Жюль Массне родился в Монто, отдаленной деревушке, в настоящий момент являющейся частью города Сент-Этьен в департаменте Луара. Он был младшим из четырёх детей Алексиса Массне (1788—1863) и его второй жены Элеоноры-Аделаиды, урождённой Ройер де Маранкор (1809—1875); старших детей звали Джули, Леон и Эдмонд. Массне-старший был преуспевающим торговцем скобяными изделиями; его жена — талантливым музыкантом-любителем: именно она стала первым преподавателем Жюля по фортепиано. В начале 1848 г. семья переехала в Париж, где поселилась в квартире на Сен-Жермен-де-Пре. Жюль получил начальное образование в лицее Сен-Луи, а с 1851 или 1853 обучался в Парижской консерватории. Согласно его красочным, но неточным воспоминаниям, в октябре 1851 г., в возрасте девяти лет Массне прослушивался перед жюри, в составе которого были композиторы Даниэль Обер, Фроменталь Галеви, Амбруаз Тома и Мишель Карафа, и был принят сразу. Его биограф Демар Ирвин датирует прослушивание и вступительные экзамены январем 1853 г. Но, по данным обоих источников, Массне продолжил обучаться в лицее, при этом одновременно получая и музыкальное образование.
В консерватории Массне занимался сольфеджио у Аугустина Саварда, а в классе фортепиано у Франсиса Лорана. Он усердно учился, отличался скромностью, но в начале 1855 года, из-за проблем в семье, ему пришлось прервать своё образование. По совету врачей отец композитора переехал из Парижа в Шамбери, на юг Франции; семья, в том числе и Жюль, вместе с ним покинула столицу. И снова, собственные воспоминания Массне и исследования его биографа расходятся: согласно запискам композитора, его «ссылка» в Шамбери длилась два года; по данным Генри Финка и Ирвина молодой человек вернулся в Париж и продолжил обучение в консерватории в октябре 1855 года. По возвращении Массне остановился на Монмартре и продолжил своё обучение; к 1859 году он добился больших успехов, выиграв главный приз среди пианистов консерватории. Оставаться на содержании семьи было неудобно, и Массне начал давать студентам частные уроки по игре на фортепиано, играл на ударных инструментах в театральном оркестре. Работа в оркестре способствовала его тесному знакомству с операми Гуно и других классических и современных композиторов. Поскольку многие студенты консерватории строили свою карьеру в качестве церковных органистов, Массне записался в класс по органу, но не достиг успеха и быстро забросил инструмент. Работа в качестве концертмейстера дала ему возможность встретиться с Рихардом Вагнером, который, наравне с Берлиозом, был для него одним из музыкальных героев.
В 1861 году музыка Массне впервые вышла в свет. Это было виртуозное произведение для фортепиано в девяти разделах «Большая фантазия на концерт Мейербера». Окончив класс композиции под руководством Амбруаза Тома, Массне был удостоен самой высокой консерваторской награды — Римской премии, среди прежних обладателей которой были Берлиоз, Тома, Гуно и Бизе. Двое первых присутствовали в качестве жюри на конкурсе в 1863 году. Всем конкурсантам было предложено написать кантату на один и тот же текст Гюстава Шоке о жизни Давида Риццио. После того как все композиции были исполнены, Массне оказался лицом к лицу перед судьями. По его словам:
"Амбруаз Тома, мой любимый учитель, вышел вперед ко мне и сказал, «Обними Берлиоза, это ему ты во многом обязан своей награде». «Награда», — воскликнул я в растерянности, мое лицо сияло от радости, — «я получил приз!!!». Я был глубоко тронут, и заключил в объятья Берлиоза, затем своего учителя и, наконец, месье Обера. Месье Обер успокаивал меня. А нужно ли было, чтобы меня успокаивали? А затем он сказал Берлиозу, указывая на меня: «Этот молодой негодник далеко пойдет, если у него будет меньше опыта!»
Полученная награда позволила профинансировать трехгодичный период обучения, две трети которого Массне провел во Французской Академии в Риме, располагавшейся на вилле Медичи. Все это время в академии учились в основном художники, а не музыканты; Массне нравилось это время, тогда он нашёл друзей на всю жизнь, среди которых были скульптор Александр Фалгир и художник Карл-Дюран, но в плане музыки Массне в основном занимался самообразованием. Он впитывал музыку в кафедральном соборе Св. Петра, тесно знакомился с работами великих немецких композиторов, начиная с Генделя и Баха и заканчивая современными музыкантами. Во время своего пребывания в Риме, Массне встретил Франца Листа, по просьбе которого он начал давать уроки игры на фортепиано Луизе-Констанции Нинон де Гресси, дочери одного из богатых покровителей Листа. Массне и Нинон влюбились друг в друга, но о женитьбе речи не шло, пока он был бедным студентом.

### Ранние сочинения
Массне возвращается в Париж в 1866 году. Он зарабатывает на жизнь, обучая игре на фортепиано и издавая песни, фортепьянные пьесы и оркестровые сюиты в популярном стиле тех дней. Победители Римской премии иногда приглашались в парижский театр Опера-Комик, для написания произведений и их исполнения в театре. По инициативе Тома, Массне было поручено написать комическую оперу в одном акте «Двоюродная бабушка», представленную в апреле 1867 года. Примерно в это же время он пишет Реквием, но это произведение не сохранилось. В 1868 году Массне знакомится с Жоржем Артманом, который становится его издателем и наставником на 25 лет; журналистские контакты Артмана во многом способствовали продвижению репутации его протеже.
В октябре 1866 года Массне и Нинон женятся; их единственная дочь Джульетта родилась в 1868 году. Музыкальная карьера Массне внезапно прервалась из-за франко-прусской войны 1870—71 гг., вместе со своим другом Бизе он участвует добровольцем в Национальной Гвардии. Массне нашёл войну «абсолютно ужасной» и отказался писать об этом в своих воспоминаниях. Он и его семья оказались в осаждённом Париже, но им удалось выбраться до наступления ужасов Парижской Коммуны; в течение нескольких месяцев семья проживала в Байонне на юго-востоке Франции.
После того как порядок был восстановлен, Массне возвращается в Париж, где завершает свою первую крупномасштабную работу, комическую оперу в четырёх актах «Дон Сезар де Базан» (Париж, 1872). Произведению был уготован провал, но в 1873 году Массне ждал успех, после написания музыки для трагедии Леконта де Лиля «Эринии» и драматической оратории «Мария Магдалина» (обе они были исполнены в театре «Одеон»). Репутация Массне как композитора росла, но на данном этапе своей жизни он зарабатывал преимущественно за счёт преподавания уроков по шесть часов в день.
Массне был плодовитым композитором, что объяснялось его манерой много работать, вставать рано и сочинять музыку с четырёх часов утра до полудня, и так продолжалось всю его жизнь. В целом, он работал чисто, редко что-то пересматривая, хотя «Король Лахорский», ближайшее к духу мейерберовской «большой оперы» из произведений Массне, отняло несколько лет труда, пока не стало удовлетворять автора. Опера, в основе которой лежит история из Махабхараты, была завершена в 1877 и стала одним из первых спектаклей на сцене Гранд-опера, открывшегося двумя годами ранее. Произведение имело непревзойдённый успех и разошлось по оперным театрам ещё восьми итальянских городов. Его также ставили в Венгерском национальном оперном доме, Баварской государственной опере, опере Земпера в Дрездене, Королевском театре в Мадриде и Королевском театре Ковент-Гарден в Лондоне. После первого исполнения в Ковент-Гардене, The Times высказалась в духе, соответствующем многим суждениям о различных операх композитора: «Опера господина Массне — хоть и не гениальное произведение, но высокое достижение, и обладает всеми составляющими успеха, по крайней мере временного».
Этот период стал вершиной карьеры Массне. Он был удостоен звания кавалера ордена Почётного Легиона в 1876 году, а в 1878 году был назначен профессором контрапункта, фуги и композиции в Консерватории, директором которой был Тома. В том же году Массне был избран в Институт Франции — редко кто в возрасте тридцати-сорока лет удостаивался такой чести. Камиль Сен-Санс, также претендовавший на вакантное место, был обижен тем, что выбрали молодого композитора. Когда был объявлен результат выборов, Массне отправил Сен-Сансу вежливую телеграмму: «Мой дорогой коллега. Институт совершил ужасную несправедливость». Сен-Санс телеграфировал в ответ: «Я полностью согласен». Он был избран тремя годами позднее, но его отношения с Массне с тех пор оставались прохладными.

### Преподавание и влияние
Массне был востребованным и уважаемым преподавателем в Консерватории. Среди его учеников были Брюно, Шарпантье, Шоссон, Ан, Леру, Пьерне, Рабо, Видаль и Шельдеруп. С особым вниманием он относился к задумкам своих учеников и никогда не пытался навязывать свои идеи. Один из его последних учеников Шарль Кеклен вспоминал Массне как профессора «любящего поговорить, с активной, живой, энергичной и даже исчерпывающей манерой преподавания». По мнению многих авторов, сфера влияния Массне не ограничивалась стенами его аудиторий. Как пишет критик Родни Милнс, «все французские музыканты воспользовались той свободой, которую отвоевал Массне у существовавших ограничений». И Ромен Роллан и Франсис Пуленк усматривали влияние Массне на произведение Клода Дебюсси «Пеллеас и Мелизанда»; Дебюсси был студентом Консерватории во время преподавания Массне, но не учился у него.

### Оперные успехи и неудачи, 1879—1896 гг.
Однако возрастающая репутация Массне не помогла предотвратить сложности с Парижской Оперой в 1879 году. Её директор Огюст Вокорбайль отказался ставить новую работу композитора «Иродиада», назвав либретто неправильным и неадекватным. Эдуард-Фортуне Калабрези, содиректор Театра де ла Монне, в Брюсселе, тут же предложил поставить пьесу у себя. Её премьера, щедро профинансированная, состоялась в декабре 1881 года. В Брюсселе состоялось 55 представлений, двумя месяцами позднее состоялась премьера в Италии в Ла Скала. И, наконец, произведение достигло Парижа в феврале 1884 года, к этому времени Массне утвердился в качестве ведущего французского оперного композитора своего поколения.
Опера «Манон» впервые поставленная в Опера-Комик в январе 1885, имела огромный успех и в дальнейшем ставилась в крупнейших оперных домах Европы и Соединённых Штатов. Вместе с «Фаустом» Гуно и «Кармен» Бизе она осталась одним из краеугольных камней всего французского оперного репертуара. После современной драмы «Манон», Массне снова обращается к гранд-операм, результатом чего стало появление оперы «Сид» (1885), ознаменовавшее возвращение композитора в оперу. Парижский корреспондент The New York Times писал, что с этой новой работой Массне «решительно объявил себя композитором несомненной последовательности и замечательного вдохновения».
После двух триумфов для Массне наступает период попеременных удач. Он работал над «Вертером» с перерывами в течение нескольких лет, но опера была отклонена Опера-Комик как слишком мрачная. В 1887 году Массне встречает американскую певицу сопрано Сибиллу Сандерсон. Он был охвачен страстью к ней, но чувства оставались платоническими, хотя в Париже многие считали, что она была его любовницей, о чём намекали в разной степени карикатуры в журналах. Для неё композитор переписал «Манон» и написал «Эсклармонду» (1889). Последняя имела успех, но перед ней в 1891 г. вышла неудачная опера «Маг». Массне не завершил своё следующее произведение «Амадис», и только к 1892 году восстановил былую репутацию успешного композитора. «Вертер» наконец-то был поставлен в феврале 1892, когда Венская Опера запросила новое сочинение после восторженного австрийского приема «Манон».
Хотя, по мнению некоторых исследователей, «Вертер» является главным шедевром композитора, но его не сразу приняли с той же теплотой, что и «Манон». Премьера в Париже состоялась в январе 1893 благодаря компании Опера-Комик в театре Лирик, были премьеры в Соединённых Штатах, Италии и Великобритании, но реакция публики оставалась спокойной. Как отметил обозреватель The New York Times, «Если оперу господина Массне не будет ожидать серьёзный успех, причиной тому станет отсутствие подлинной глубины. Возможно, господин Массне не способен достигнуть проникновенной глубины трагической страсти; но абсолютно точно этого никогда не будет наблюдаться в работе подобной Вертеру». И только с повторным показом Опера-Комик в 1903 году опера обрела, наконец, заслуженную популярность.
«Таис» (1894), написанная для Сандерсон, поначалу была принята сдержанно. Подобно «Вертеру», она не приобрела широкой популярности среди французских оперных зрителей, пока не была поставлена снова четыре года спустя премьеры, когда имя композитора уже не ассоциировали с певицей. В том же году Массне ждал скромный успех в Париже после премьеры «Портрета Манон» в Опера-Комик, и ещё больший успех в Лондоне после постановки «Наваррки» в Ковент Гарден. The Times отметила, что в данной пьесе Массне для большего эффекта использовал стиль оперного веризма, присущий такому произведению, как опера Масканьи «Сельская честь». Публика чествовала композитора бурными овациями, но Массне, будучи всегда застенчивым человеком, отказался выйти на сцену вообще.

### Поздние годы
Со смертью Амбруаза Тома в феврале 1896 освободилось место директора консерватории. Французское правительство 6 мая предложило Массне занять эту должность, но тот отказался. На следующий день директором был назначен другой преподаватель — Теодор Дюбуа, а Массне подал заявление об увольнении с должности профессора композиции. Были выдвинуты два объяснения этой последовательности событий. В 1910 Массне писал, что работал профессором из-за лояльного отношения к Тома и был бы рад променять академическую работу на возможность сочинения музыки. Данное утверждение повторяется и в биографии, написанной Хью Макдональдом и Демаром Ирвином. Другие исследователи французской музыки отмечали, что Массне отличался чрезмерной амбициозностью, позволившей бы ему затмить А.Тома на посту директора. Но он ушёл в отставку после трех месяцев маневрирования, когда власти наконец отвергли его стремления быть назначенным директором пожизненно, как это было с Тома. Он преуспел, работая профессором у Габриеля Форе, с сомнениями отнесшегося к рекомендациям Массне, полагая, что его популярный стиль «основан на абсолютно циничном восприятии искусства».
С окончанием работы над «Гризельдой» и «Золушкой», все ещё ожидая их постановки, Массне начинает работать над «Сафо», в основе которой лежало произведение Додо о любви невинного молодого человека из деревни к искушенной парижанке. Премьера состоялась в ноябре 1897 года в Опера-Комик и имела огромный успех, хотя после смерти композитора об опере забыли. Следующей его инсценированной оперой стала «Золушка», его собственная версия истории про Золушку, премьера которой состоялась в мае 1899.
Как отмечает Макдональд, в начале XX века Массне находился в завидном положении: тогда его произведения включались в репертуар каждого сезона Лирической оперы и Опера-Комик, а также оперных театров во всем мире. Начиная с 1900 года и до самой смерти он продолжал усердно и в целом успешно работать. По его воспоминаниям, в 1905 году он во второй раз отклонил предложение занять место директора консерватории. Помимо композиторской работы, его увлекала домашняя жизнь на улице Вожирар в Париже и в загородном доме в Игревилле. Ему было неинтересно парижское высшее общество, он избегал внимания до такой степени, что в более поздние свои года предпочитал вообще не появляться на своих премьерах. Он описывает себя, как «человека возле камина, буржуазного художника». Важным событием поздних лет Массне стало появление в его жизни второй возлюбленной, исполнительницы одной из ведущих партий в его последних операх — Люси Арбель. Милнс называет Арбель «золотоискательницей»: её вопиющая эксплуатация благородной привязанности композитора доставила немалые страдания и Массне, и его супруге. После смерти композитора Арбель преследовала его вдову и издателей через суды, стремясь обеспечить себе монопольное право исполнять ведущие роли в некоторых из его последних опер.
В 1903 году упоминается о единственном концерте для фортепиано Массне в оперном театре, над которым он начал работать ещё будучи студентом. Это произведение было исполнено Луи Димером в консерватории, но, по сравнению с операми, слабо впечатлило публику. В 1905 году Массне пишет «Керубино», легкую комедию о поздней карьере пажа-ловеласа Керубино из «Женитьбы Фигаро» Моцарта. Затем выходят две серьёзных оперы: «Ариадна» — по мотивам греческой легенды о Тесее и Ариадне, и «Тереза» — короткая драма времен Французской революции. Последним триумфом Массне стал «Дон Кихот» (1910), о премьере которого Летуаль говорил: «Это был настоящий парижский закат, и, разумеется, самый настоящий парижский триумф». Даже несмотря на падение его творческой активности, в последние годы жизни Массне пишет ещё четыре оперы: «Вакх», «Рим», «Панург» и «Клеопатра». Последние две, как и «Амадис», которую ему не удалось завершить в 1890-х, были поставлены после смерти композитора, а затем забыты.
В августе 1912 года Массне отправляется в Париж из Игревилля повидаться со своим доктором. Композитор страдал от рака брюшной полости на протяжении нескольких месяцев, но поначалу казалось, что болезнь не несёт угрозы жизни. В течение нескольких дней его состояние резко ухудшилось. Его жена и семья поспешили приехать в Париж и были рядом с ним до самой его смерти на 71-м году жизни. Согласно его собственной воле, на похоронах не играла музыка. Массне был похоронен конфиденциально в Игревилле, на церковном кладбище.

## Музыка

### Влияния
По мнению биографа Хью Макдональда, сильное влияние на Массне оказали Гуно, Тома, Мейербер и Берлиоз, а из зарубежных композиторов — Верди, Масканьи, и, возможно, Вагнер. Однако, в отличие от некоторых других французских композиторов того времени, Массне не в полной мере поддался влиянию Вагнера, но позаимствовал из его раннего творчества насыщенность оркестровки и подход к музыкальному тематизму.
Иногда Массне создавал шумные и диссонантные сцены, за что в 1885 году Бернард Шоу назвал его «одним из самых громких современных композиторов», однако, большая часть его музыки податлива и деликатна. Враждебно настроенные критики ухватились за эту характеристику, но статья о Массне в музыкальном словаре Гроува начала XXI века отмечает, что лучшее в его операх это чувственная сторона, «уравновешенная сильным драматизмом» (как в «Вертере»), театральным действом (как в «Терезе»), сценическими отступлениями (как в «Эсклармонде»), юмором (как в «Манон»).
Парижскую публику привлекала экзотичность в музыке Массне: часто его музыкальные сочинения были связаны с отдаленными местами и давними временами. Макдональд перечисляет обширное количество мест действия, изображаемых в операх: Древний Египет, мифическая Греция, библейская Галилея, ренессансная Испания, Индия и революционный Париж. Практический опыт игры в оркестре, полученный в молодости, и его старательность при обучении в консерватории позволили Массне создавать экзотичные эффекты без обращения к необычным музыкальным инструментам. Он понимал возможности исполнителей и в своих сочинениях внимательно и детально прописывал каждую партию.

### Оперы
Массне написал более тридцати опер. Данные источников расходятся в определении их точного количества, потому что некоторые сочинения, в частности из раннего периода творчества, были утеряны, а некоторые оперы остались незаконченными. Третьи, такие как «Дон Сезар де Базан» и «Король Лахорский», были существенно отредактированы после первых постановок, и существуют в двух или более версиях. В музыкальном словаре Гроува можно найти информацию о сорока операх, девять из которых считаются потерянными или уничтоженными. Сайт Стэнфордского университета «Opera Glass» упоминает премьеры переработанных версий, а Новый словарь Гроува этого не делает, в итоге в первом случае насчитывается сорок четыре оперы, во втором — тридцать шесть.
При делении творческого пути Массне на ранний, средний и поздний периоды возникает ряд проблем, вызванных формированием индивидуального стиля ещё в раннем периоде творчества и сохранением единого стиля на протяжении всей карьеры. При этом, разнородность стиля определяет отсутствие общих сюжетов и музыкального языка, который можно было бы рассматривать как типичный для композитора. Подобный подход позволял Массне работать с разными либреттистами: Гроув насчитывает более тридцати писателей, которые предложили Массне своё либретто.
В пятой редакции Гроува (1954 года) о Массне написано: «кто слышал его „Манон“, тот услышал всего его». В 1994 году Андрей Портер назвал это мнение нелепым. Он возразил: «Тот, кто знает „Манон“, „Вертера“ и „Дон Кихота“, тот знает лучшее у Массне, но не весь его диапазон от героической романтики до страстного веризма». Творчество Массне охватывает большинство различных оперных жанров, в том числе оперетты («Прекрасный бульвар» и «Белка в колесе» — ранние утерянные произведения), комическую оперу («Манон»), большую оперу (Гроув классифицирует «Короля Лахорского» как «последнюю оперу, имеющую большой и повсеместный успех»). Многие из традиционных элементов большой оперы были воплощены в более поздних масштабных произведениях, таких как «Маг» и «Иродиада». Оперы Массне обычно содержат от одного до пяти актов, и на титульном листе уточняется жанровая разновидность, как: «опера» или «комическая опера»; также может быть прописана и поджанровая принадлежность: «песенная комедия», «лирическая комедия», «героическая комедия», «сказка», «страстная драма», «высокая музыкальная комедия», «опера-легенда», «фантастическая опера», «трагическая опера».
В некоторых своих операх, таких как «Эсклармонда» и «Маг», Массне отошёл от традиционной французской структуры разграничения арий и дуэтов. Соло объединялись с декламационными репликами, что позволяло многим современным критикам видеть в этом вагнеровские влияния. Но Б. Шоу отрицал это. В 1885 он так писал о «Манон»: «На вагнерианство здесь нет и малейшего намека. Фраза, которая звучит в первом любовном дуэте и звучит в некоторых других эпизодах, была трактована несколькими неосторожными критиками как вагнеровский лейтмотив».
Критик XIX века Анна Фини комментирует это высказывание: «Массне редко повторяет свои музыкальные фразы, не говоря уже о повторяющихся темах, и сходство с Вагнером исключительно связано с декламационным лиризмом и энтузиазмом в использовании духовых и ударных». Массне преимущественно писал комедийные оперы и любил вводить комедийность в свои серьёзные произведения. По мнению Макдоналда, среди комических произведений наиболее выигрышны «Золушка» и «Дон Кихот», а «Дон Сезар де Базан» и «Панург» «более близки к операм „Манон“ и „Фокусник из Нотр-Дама“, в которых комедия является одной из целей».
По данным портала Operabase.com, в 2012—2013 годах Массне был двадцатым по популярности оперным композитором в мире и четвёртым по популярности во Франции (после Бизе, Оффенбаха и Гуно). Наиболее часто исполняемая опера этого периода — «Вертер» (63 постановки во всех странах), затем «Манон» (47), «Дон Кихот» (22), «Таис» (21), «Золушка» (17), «Наваррка» (4), «Клеопатра» (3), «Тереза» (2), «Сид» (2), «Иродиада» (2), «Эсклармонда» (2), «Керубин» (2) и «Маг».

### Другая вокальная музыка
Между 1862 и 1900 годами Массне сочинил восемь ораторий и кантат, в основном на религиозные сюжеты. Возникло наложение его оперного стиля на хоровые сочинения, исполняемые как на концертах, так и в церкви. Венсан Д’Энди писал о «сдержанном и полурелигиозном эротизме в музыке Массне». Религиозная составляющая постоянно присутствовала в его светском творчестве, это происходило не из-за сильной личной веры, а от его реакции на драматические аспекты Римско-католических ритуалов. Смешение оперных и религиозных элементов в его сочинениях привело к тому, что одна из ораторий, «Мария Магдалина», была поставлена как опера ещё при жизни композитора. Элементы эротизма и симпатии к грешникам вызывали много споров и не могли утвердиться в церкви. Артур Херви, современный критик, не симпатизировавший Массне, отметил, что «Мария Магдалина» и поздняя оратория «Ева» «подлежали излечению Библией и были по вкусу впечатлительным парижским дамам». Из четырёх работ, отнесённых Ирвином и Гроувом к ораториям, только одна «Земля обетованная» была написана для исполнения в церкви. Массне пользуется термином «оратория» для этого сочинения, но он назвал «Марию Магдалину» — «священной драмой», «Еву» — «мистерией», и «Деву» (1880) — «священной легендой».
Массне написал и много других, более масштабных хоровых сочинений, а также более двухсот песен. Особенно популярны были его ранние сборники песен. Выбор поэтического источника был очень разнообразным, Массне избирал стихи таких поэтов, как: Мюссе, Мопассан, Гюго, Готье, Теннисона и Шелли (в перевод на французский язык) и др. Гроув комментирует, что песни Массне, хотя приятны и мастерски безупречны, но и менее новаторские, чему у Бизе, Дюпарка и Форе.

### Оркестровая и камерная музыка
Массне хорошо дирижировал и с готовностью исполнял балетные эпизоды из своих опер, музыку к спектаклям и одноактный самостоятельный балет в Вене («Куранты», 1892). Макдональд отмечает, что оркестровый стиль Массне напоминает Делиба «с его изящным движением завораживающим цветом», которые очень подходят для классического французского балета. «Размышление» для скрипки соло и оркестра из оперы «Таис» (возможно, самое известное невокальное произведение Массне) часто издаётся на пластинках и дисках. Другой популярной самостоятельной оркестровой пьесой из оперы стала «Последняя песня девушки» из оратории «Богородица», которая, начиная с середины XX века, была записана на множество дисков.
Парижский критик, увидев оперу «Двоюродная бабушка», заявил, что Массне больше симфонист, нежели театральный композитор. Во время британской премьеры «Манон» в 1885 г. критик из «The Manchester Guardian», с энтузиазмом рассматривая сочинение, тем не менее повторил мнение французского коллеги о том, что композитор действительно больше симфонист, и его чисто оркестровая музыка лучше. Массне же имел полностью противоположное мнение о своих талантах. По темпераменту он не подходил для написания симфонических произведений: ограничения сонатных форм были ему скучны. Композитор писал в начале 1870-х годов: «Что я должен сказать музыкально, я должен сказать быстро, решительно, кратко; моя речь является плотной и нервной, и если бы я хотел выразить себя как-то иначе, я не был бы собой».
Его усилия в области концертов оставили небольшой след, но его оркестровые сюиты, красочные и живописные, по словам Гроува, выжили на периферии репертуара. Другие работы для оркестра — симфонические поэмы «Видения» (1891), Концертная увертюра (1863) и Увертюра «Федра» (1873). После ранних попыток создания камерной музыки в студенчестве, он написал немного больше в этом жанре. Большинство его ранних камерных сочинений утеряны, сохранились лишь три пьесы для виолончели и фортепиано.

## Аудиозаписи
Единственная известная запись, сделанная самим Массне, — это отрывок из оперы «Сафо», в котором он аккомпанирует на фортепиано певице Джорджетт Лебленк (сопрано). Эта запись датирована 1903 годом и не была предназначена для публикации. Она была выпущена на компакт-диске лишь в 2008 году вместе с изданием редких записей Грига, Сен-Санса, Дебюсси и др.
В более поздние годы, ещё при жизни Массне и десятилетием после, многие его песни и оперные отрывки были записаны. Некоторые исполнители были и оригинальными исполнителями ролей, например — Эрнест ванн Дик (Вертер), Эмма Кэльве (Сафо), Гектор Дафрейн (Гризельда), и Ванни Маркус (Панург). Собрание французских записей «Манон» и «Вертера», под управлением Эль Коина, были выпущены в 1932 году и в 1993[уточнить] были переизданы на CD. Критик Алан Блайт комментирует, что в их исполнении Массне получился очень близок стилю комической оперы.
Из опер Массне, самые известные из которых «Манон» и «Вертер» были записаны множество раз. Были записаны также и в студиях, и в живом исполнении многие другие оперы, включая «Золушку», «Сид», «Дон Кихота», «Эсклармонду», «Иродиаду», «Наваррку» и «Таис». В качестве дирижёров на этих дисках фигурируют: Томас Бичем, Ричард Бониндж, Рикардо Шайи, Колин Дэвис, Чарльз Маккеррас, Пьер Монтё, Антонио Паппано и Мишель Плассон. Исполнительницами партий сопрано и меццо-сопрано были: Дженет Бейкер, Виктория де Лос Анхелес, Натали Дессей, Рене Флеминг, Анджела Георгиу и Джоан Сазерленд. Исполнителями главных ролей в записях опер Массне были: Роберто Аланья, Габриель Бакье, Пласидо Доминго, Томас Хэмпсон, Жозе ванн Дам, Аляйн Ванзо, Роландо Вильясон.
В дополнение к записям опер было выпущено несколько оркестровых сочинений, включая балет «Куранты», концерт для фортепиано с оркестром Ми-бемоль мажор, фантазию для виолончели с оркестром и оркестровую сюиту. Многие произведения Массне были включены в смешанные сборники музыки в течение всего XX века, и большинство из них было записано впервые, в том числе СD-диск, выпущенный в 2012 году, посвященный исключительно сочинениям для сопрано и фортепиано.

## Репутация
Ко времени смерти композитора в 1912 году его популярность снизилась, особенно за пределами Франции. Во втором издании словаря Гроува (1907 году) Д. А. Фуллер Мейтленд обвинил композитора в подражании модному Парижскому стилю и вуалированию «слабого и сладкого» стиля наносными эффектами. Фуллер Мейтленд утверждал, что даже сами поклонники творчества Массне находят его музыку «невыразимо монотонной», также он предсказал, что об операх композитора все забудут после его смерти.
Подобное мнение было выражено в некрологе в The Musical Times: «Его ранние партитуры, по большей части, это лучшее… Поздние, по причине того, что он не пытался менять свой стиль, буквально „утонули“ в маньеризме. Удивителен феномен музыкального дарования Массне, не испытывавшего недостаток ни в индивидуальности стиля, ни в претворении своих замыслов, но фактически отказавшегося от такого „подарка судьбы“. Слава испортила его, прогресс музыкального искусства последних сорока лет оставил Массне равнодушным: он не принимал участия в развитии современной музыки».
Массне никогда не мог пожаловаться на отсутствие единомышленников. В 1930 году сэр Томас Бичем сказал Невелю Кардусу: «Я готов пожертвовать всеми Бранденбургскими концертами Баха за „Манон“ Массне, и хочу думать, это будет необычайно полезной заменой». К 1950 году критики занялись переоценкой творчества Массне. В 1951 Мартин Купер в The Daily Telegraph написал, что недоброжелатели Массне, включая некоторых коллег-композиторов, были идеалистами и пуританами, «но немногие из которых достигли чего-либо настолько совершенного, в любом из жанров, как Массне в своих лучших работах». В 1955 году Эдвард Чарльз Саквиль и Десмонд Кристофер Шоу-Тейлор откомментировали в The Record Guide, что, хотя Массне и был проигнорирован Гуно, все же написанная им музыка отличалась индивидуальным вкусом: «Он имел изысканный мелодический дар, сладострастный и очень вокальный, интеллектуальность и драматичность отличают большинство произведений». Исследователи призывали к возобновлению постановок опер «Гризельды», «Жонглера Богоматери», «Дон Кихота» и «Золушки», которыми обычно пренебрегали. В 1990-х годах была значительно реабилитирована репутация Массне. В The Penguin Opera Guide (1993), Хью Макдоналд пишет о том, что, хотя и оперы Массне никогда не стояли в одном ряду с великолепными «Троянцами» Берлиоза и гениальной «Кармен» Бизе, глубокомысленным «Пеллеасом и Мелисандой» Дебюсси, однако, в период с 1860 года до Первой мировой войны композитор дал французской лирической сцене ряд замечательных работ, две из которых, «Манон» и «Вертер», являются «шедеврами, которые всегда будут украшать оперный репертуар». С точки зрения Макдоналда, Массне «воплощает много устойчивых особенностей стиля Прекрасной эпохи, одного из самых богатых культурных периодов в истории».
Во Франции в XX веке затмение Массне было менее интенсивным, чем в других странах, но его сочинения были переоценены лишь в последние годы. В 2003 году Петр Каминский написал в Mille о гибкости и мелодичности музыкальных фраз, исключительной оркестровой виртуозности, безошибочном театральном инстинкте в операх Массне.
Родни Милнс в The New Grove Dictionary of Opera (1992), признает, что «Манон» и «Вертер» имеют гарантированное место в международном репертуаре; три другие оперы («Дон Кихот», «Золушку» и «Таис») он считает «восстановленной точкой опоры». Милнс приходит к заключению, что «было бы абсурдно утверждать, что он был выше, чем второразрядные композиторы, но он, тем не менее, имеет право быть замеченным, как Рихард Штраус, или, по крайней мере, как первоклассный второразрядный».

## Массне в зарубежном музыкознании
В зарубежном музыкознании первая монография о Ж. Массне, вышедшая ещё при жизни композитора датируется 1908 годом, носившая, скорее, рекламный характер. Это первое издание о нём, написанное французским музыковедом и критиком Луи Шнайдером, и затем переизданное шестнадцать лет спустя, в 1926 году. Также, известна «Автобиография» Массне (1910), охватывающая период с детства и почти до самой смерти композитора.
Из более современных монографий о Массне можно отметить англоязычные исследования Ирвина Демара «Массне — хроника жизни и время» (Irvine, Demar. Massenet — A Chronicle of His Life and Times, 1994) и Хью Макдоналда «Жюль Массне» (Macdonald, Hugh, «Massenet, Jules», 1997). Из трудов об оперном творчестве можно выделить «Массне и его оперы» Г. Финка (Finck H., Massenet and His Operas, 1910).

## Массне в отечественном музыкознании
Творчеству Массне в отечественном музыковедении посвящена всего лишь одна монография Ю. Кремлева, выпущенная в 1969 году. Отсутствуют и диссертационные исследования, посвященные этому композитору. Можно выделить лишь диссертацию В. В. Азаровой «Античность во французской музыке 1890—1900 годов» (г. Санкт-Петербург, 2006), в которой рассматриваются в данном контексте следующие оперы Массне: «Мария Магдалина», «Таис», «Жонглер Богоматери».

## Интересные факты
- Массне родился в промышленном центре Франции, где постоянно были слышны шумы заводов. Благодаря этому обстоятельству, композитор очень чутко воспринял стимулы четкого, энергичного ритма и научился сосредотачиваться в шумной обстановке. Позже он вспоминал: «я родился при шуме тяжелых железных молотов. Мои первые шаги на пути музыки не сопровождались более мелодичным аккомпанементом»[75].
- Массне, вместо Пуччини, мог бы стать композитором «Богемы». Дело в том, что Массне был лично знаком с Анри Мюрже, автором «Сцен из жизни Богемы», и подумывал о написании оперы на этот сюжет. Единственным обстоятельством, помешавшим написанию сочинения, стал факт «чрезмерной натуральности восприятия»[76] — личного знакомства с прототипами героев этого произведения (Шонаром и Мюзеттой).
- Невольным сватом композитора оказался Ференц Лист, когда в 1864 поручил Массне обучать фортепианной игре молодую девушку Констанцию (Нинон) Орри де Сент-Мари. Чувства вспыхнули внезапно и со взаимной симпатией. Однако некоторое время они не могли пожениться из-за несогласия родителей невесты, опасавшихся за материальное благополучие Массне. В конце концов, свадьба состоялась 8 октября 1866 года в маленькой церкви Авона (около Фонтенбло).
- После смерти Бизе и Делиба, за «пальму первенства» оперного искусства во Франции боролись Массне и Сен-Санс. Их отношения были прохладные. По этому поводу в то время был весьма популярен такой анекдот: «Одна дама спросила у Массне, каково его мнение о Сен-Сансе. — Безусловно, — ответил Массне, — он самый достойный и выдающийся среди нас. — Но, — продолжала дама, — Сен-Санс говорит о вас совсем иначе. — А разве вы не знаете, — невозмутимо отпарировал Массне, — что композиторы обычно говорят противоположное тому, что думают?»[77]
- Поворот на гоночной трассе Монако назван в честь этого композитора — поблизости оперный театр и памятник ему.

## Произведения

### Оперы
- «Эсмеральда» (Esméralda) — 1865, не окончена.
- «Кубок фульского короля» (La coupe du roi de Thulé) — 1866, не ставилась.
- «Двоюродная бабушка» (La grand’tante) — 1867.
- «Манфред» (Manfred) — 1869, не окончена.
- «Медуза» (Méduse) — 1870.
- «Дон Сезар де Базан» (Don César de Bazan) — 1872 (вторая редакция — 1888).
- «Восхитительный Бель-Буль» (L’adorable Bel'-Boul) — 1874.
- «Тамплиеры» (Les templiers) — 1875, утрачена.
- «Беранжера и Анатоль» (Bérangère et Anatole) — 1876.
- «Король Лахорский» (Le roi de Lahore) — 1877.
- «Роберт Французский» (Robert de France) — 1880, утрачена.
- «Жирондисты» (Les Girondins) — 1881, утрачена.
- «Иродиада» (Hérodiade) — 1881 (вторая редакция — 1884).
- «Манон» (Manon) — 1884.
- «Сид» (Le Cid) — 1885.
- «Эсклармонда» (Esclarmonde) — 1889.
- «Маг» (Le mage) — 1891.
- «Вертер» (Werther) — 1892.
- «Таис» (Thaïs) — 1894 (вторая редакция — 1898).
- «Портрет Манон[англ.]» (Le portrait de Manon) — 1894.
- «Наваррка» (La Navarraise) — 1894.
- «Амадис» (Amadis) — 1895 (поставлена в 1922).
- «Сафо» (Sapho) — 1897 (вторая редакция — 1909).
- «Золушка» (Cendrillon) — 1899.
- «Гризельда» (Grisélidis) — 1901.
- «Жонглёр Богоматери» (Le jongleur de Notre-Dame) — 1902.
- «Керубино» (Chérubin) — 1905.
- «Ариадна» (Ariane) — 1906.
- «Тереза» (Thérèse) — 1907.
- «Вакх» (Bacchus) — 1909.
- «Дон Кихот» (Don Quichotte) — 1910.
- «Рим» (Roma) — 1912.
- «Панург» (Panurge) — 1913.
- «Клеопатра» (Cléopâtre) — 1914.

### Оратории и кантаты
- «Давид Риццио» (David Rizzio) −1863.
- «Мария Магдалина» (Marie-Magdeleine) — 1873.
- «Ева» (Ève) — 1875.
- «Нарцисс» (Narcisse) — 1877.
- «Богородица» (La Vierge) — 1880.
- «Вавилон» (Biblis) — 1886.
- «Земля Обетованная» (La Terre promise) — 1900.

### Балеты
- «Куранты» (Le carillon) — 1892.
- «Цикада» (La cigale) — 1904.
- «Тореадор» (Espada) — 1908.

### Для оркестра
- Первая сюита — 1865.
- Венгерские сцены — 1871.
- Драматические сцены — 1873.
- Живописные сцены — 1874.
- Неаполитанские сцены — 1876.
- Феерические сцены — 1879.
- Эльзасские сцены — 1881.
- Концертная увертюра — 1863.
- Увертюра «Федра» — 1873.
- Увертюра «Брюмер» — 1899.
- Большая концертная фантазия «Пророк» — 1861.
- Сюита «Помпея» — 1866.
- Фантазия «Фламандская свадьба» — 1867.
- Фантазия «Возвращение каравана» — 1867.
- Симфоническая поэма «Видения» — 1890.

### Для инструментов с оркестром
- Фантазия для виолончели с оркестром — 1897.
- Пьеса для двух скрипок с оркестром — 1902.
- Концерт для фортепиано с оркестром — 1903.

### Музыка к драматическим спектаклям
- «Эриннии» (в том числе «Элегия») — 1873.
- «Драма эпохи Филиппа II» — 1875.
- «Жизнь богемы» — 1876.
- «Гетман» — 1877.
- «Собор Парижской Богоматери» — 1879.
- «Михаил Строгов» — 1880.
- «Нана-Сахин» — 1883.
- «Федора» — 1884.
- «Крокодил» — 1900.
- «Федра» — 1900.
- «Сверчок на печи» — 1904.
- «Плащ короля» — 1907.
- «Белоснежка и семь гномов» — 1909.
- «Иерусалим» — 1914.

### Прочие
- Более 200 песен и романсов на стихи Армана Сильвестра, Альфреда де Мюссе, Виктора Гюго, Теофиля Готье, Луи Жалье, Мольера и других.
- Пьесы для фортепиано.
- Завершил и оркестровал оперу Лео Делиба «Кассия» — 1893.